# GThumb
GThumb is een programma om foto's mee te bekijken, bewerken en organiseren. Ook kan GThumb audio- en videobestanden afspelen. De ontwikkeling is toegespitst op de GNOME-werkomgeving, maar kan op iedere werkomgeving worden gebruikt. Het was oorspronkelijk gebaseerd op GQView en is ontworpen met een duidelijke en eenvoudige vormgeving.

## Functies
- Bladeren door foto's/mappen (JPG, GIF, PNG, WebP, TIFF, TGA, ICO, BMP, XPM en andere afbeeldingsbestanden[2]);
- Organiseren van foto's in categorieën;
- Foto's bekijken als diavoorstelling, evt. voorzien van effecten[3];
- Foto's bewerken: onder meer draaien, afmetingen wijzigen, bijsnijden, verscherpen, rode ogen verwijderen en filters om de foto aan te passen (bijvoorbeeld lichtsterkte of contrast, maar ook enkele Instagram-achtige filters (onder de knop Speciale effecten));
- Webalbums maken die kunnen worden geüpload naar een willekeurige website;
- Foto's exporteren naar Flickr en 23hq.
- Ondersteuning voor extensies, zowel ingebouwde als extensies van externe ontwikkelaars[4].